# Stéphane Proulx
Pour les articles homonymes, voir Proulx.
Stéphane Proulx est un ancien pilote automobile québécois né le 12 décembre 1965 à Sainte-Adèle au Québec (Canada), et décédé le 21 novembre 1993. Il était le fils de l'ancienne pilote Monique Proulx.

## Carrière
Champion canadien du championnat de Formule Ford 2000 en 1987. Il remporte six courses en neuf départs et monte sur le podium de toutes les courses.
En 1989, il fait le saut en Formule 3000 en Europe. Il connaît une saison difficile, devant s'ajuster à des voitures plus puissantes et de nouveaux circuits. Il termine tout de même 5e au Mans.
En 1990, toujours en Formule 3000, il connaît une autre saison difficile, marqué par de nombreux accidents. Il revient au Canada en 1991 et est couronné champion canadien de Formule Atlantique après une victoire à Vancouver.
Le 3 avril 1993, il est blessé sérieusement à la tête quand il est frappé par une roue perdue par un autre compétiteur dans une épreuve de Formule Atlantique au Phoenix International Raceway en Arizona. Il ne se remettra jamais complètement de cet accident et décédera le 21 novembre de la même année de complications reliées au VIH.